# Barry Setterfield
Barry Setterfield (15 april 1942) is een Australische creationist die gelooft in een geringe leeftijd van de aarde.
Hij werkte zes jaar voor de Astronomical Society of South Australia.
Setterfield vond het idee uit van het c-verval als een manier om te verklaren dat het licht van de verste sterren niet miljoenen jaren geleden is uitgezonden. Daarmee meent hij te kunnen aantonen dat de verste sterren slechts 6000 - 12000 jaar oud zijn; een waarde die volgens een interpretatie van de Bijbel overeenkomt met het tijdsverloop vanaf de schepping.